# Ääsmäe
Ääsmäe är en by i Estland. Den ligger i Saue kommun och i landskapet Harjumaa, i den västra delen av landet, 26 km sydväst om huvudstaden Tallinn. Ääsmäe ligger 42 meter över havet och antalet invånare är 638.
Terrängen runt Ääsmäe är mycket platt. Runt Ääsmäe är det glesbefolkat, med 10 invånare per kvadratkilometer. Närmaste större samhälle är Saue, 9,2 km norr om Ääsmäe. I omgivningarna runt Ääsmäe växer i huvudsak blandskog.